# Mylochromis semipalatus
Mylochromis semipalatus là một loài cá thuộc họ Cichlidae. Nó được tìm thấy ở Malawi, Mozambique, và Tanzania. Môi trường sống tự nhiên của nó là các con sông.